# 上境站
上境站（日语：／ Kami-Kuwanagawa eki */?）是位於長野縣飯山市大字一山，屬於東日本旅客鐵道（JR東日本）的飯山線車站。

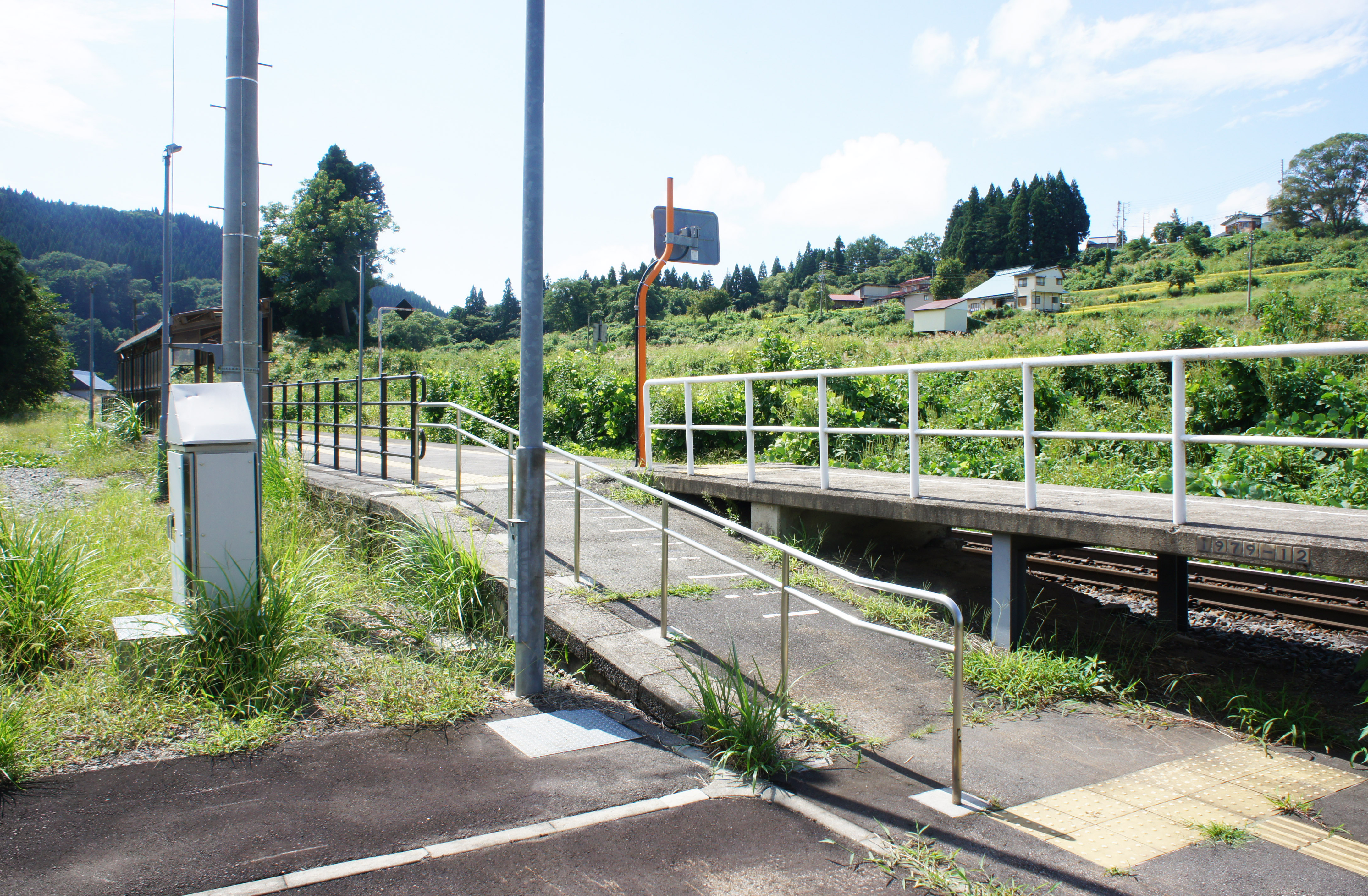
月台入口（2021年9月）

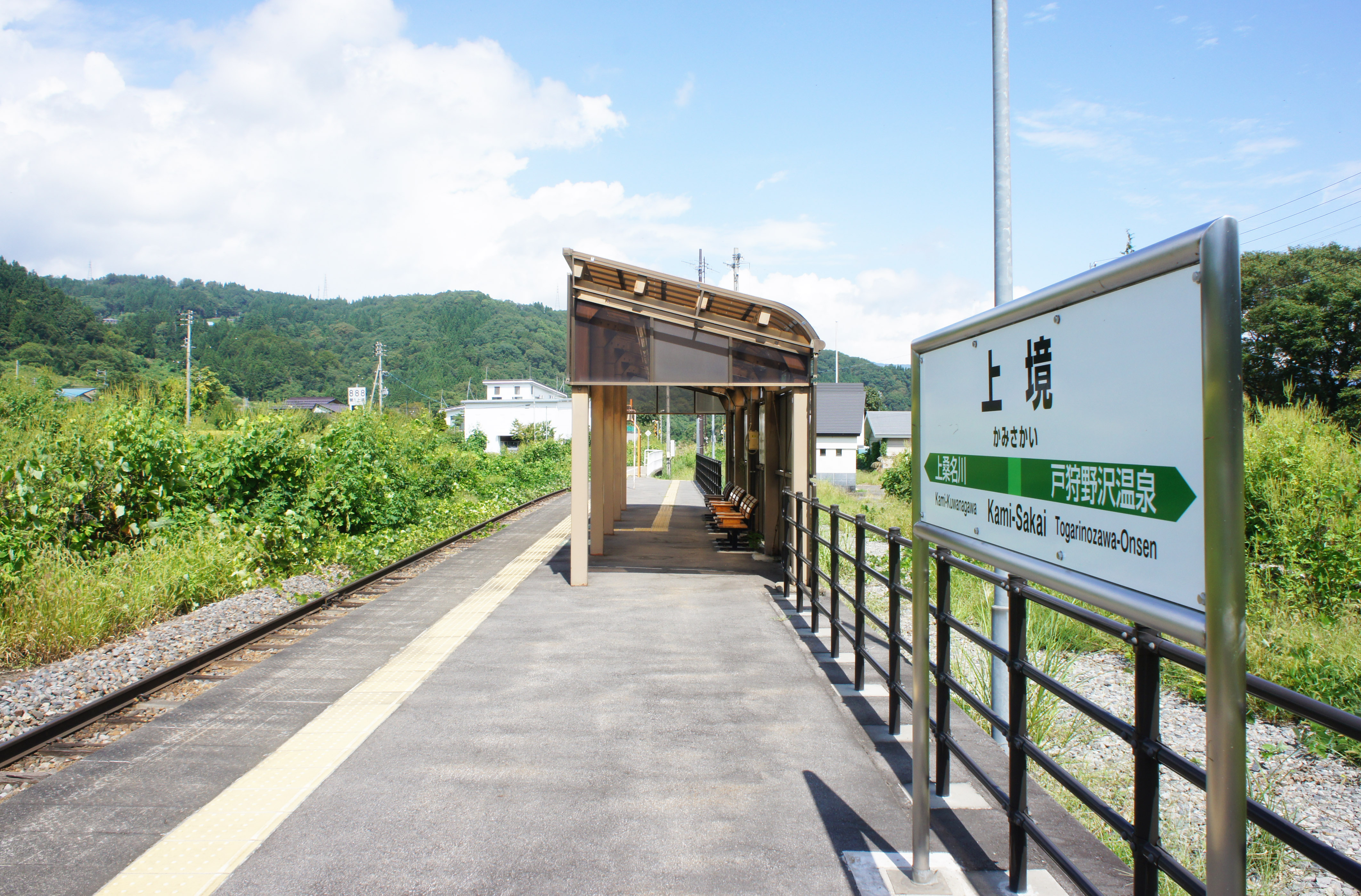
月台（2021年9月）

## 歷史

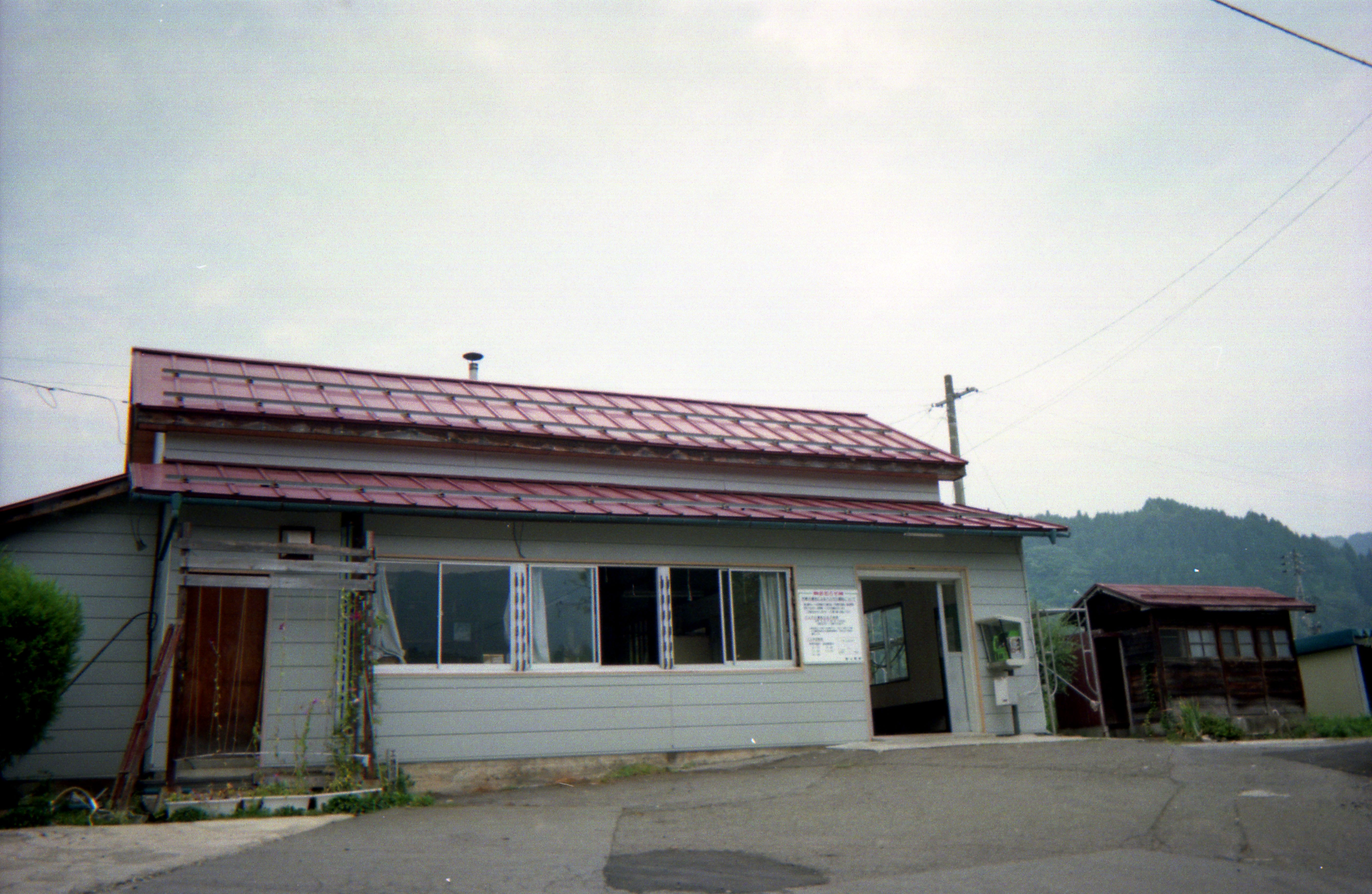
舊站房(1994年9月)

- 1923年（大正12年）7月6日：飯山鐵道 飯山站至桑名川站之間開通，此站啟用，當時車站名為野澤溫泉站[1]。
- 1944年（昭和19年）6月1日：隨著飯山鐵道國有化，飯山鐵道編入至運輸通信省（後來為日本國有鐵道）飯山線[3]，同時車站改名為上境站[2]。
- 1982年（昭和57年）11月1日：成為簡易委託車站。
- 1987年（昭和62年）4月1日：伴隨國鐵分割民營化，車站由東日本旅客鐵道（JR東日本）營運。
- 2006年（平成18年）
  - 7月1日：成為無人車站[2]。
  - 12月：現時車站大樓進行翻新[1]。

## 車站構造
本站是地面車站，設有1面1線的單式月台。此站曾設有1面2線的島式月台（旅客使用）和1面1線的貨物月台，現時靠近站房的路軌與貨物月台路軌己經撤走。
此站曾經可發售常備券和補充票，當日為一座簡易委託車站。隨後在2006年7月成為無人車站和在12月翻新候車室完成。此站由飯山站管理。

## 使用狀況
根據「長野縣統計書」資料，以下為乘車人次變化：
- 2006年度 - 20人
- 2009年度 - 22人[2]
- 2010年度 - 18人
- 2011年度 - 14人

## 車站周邊
- 千曲川
- 國道117號（日语：国道117号）
- 飯山湯瀧溫泉（公共浴室，從車站步行約3分鐘）[1]
- 入船屋（雜貨店）

## 巴士路線
飯山市預約型共乘的士　菜之花的士
- 岡山下段方向 前往東電櫻花廣場前（西大瀧站方）
- 戶狩野澤溫泉站、飯山市政廳、飯山站方向 前往大久保東
  - 每日3往返班次，只於星期一、三、五提供服務。假日、12月29日～1月3日暫停服務。

## 相鄰車站
東日本旅客鐵道（JR東日本）
■飯山線
戶狩野澤溫泉－上境－上桑名川

## 注腳
1. 1 2 3 4 5 6 7 8 9 10 11  . 週刊朝日百科. 21号 新潟駅・弥彦駅・津南駅ほか. 朝日新聞出版. 2012-12-30: 25 （日语）.
2. 1 2 3 4 5 6  信濃毎日新聞社出版部. . 信濃毎日新聞社. 2011-07-24: 43. ISBN 9784784071647 （日语）.
3. ↑  「運輸通信省告示第249号・第250号」『官報』1944年5月27日（國立國會圖書館數碼化收藏）

## 外部連結
- 車站資訊（上境）：東日本旅客鐵道